# Kościół św. Franciszka Ksawerego w Kownie
Kościół św. Franciszka Ksawerego w Kownie – wybudowany w latach 1666–1720 (wieże ukończono w 1725) kościół zakonu jezuitów, położony przy południowej pierzei kowieńskiego rynku, na miejscu kamienic podarowanych w 1642 Towarzystwu Jezusowemu przez braci Wojciecha, Kazimierza i Piotra Kojałowiczów.

## Historia
Podczas pożaru, który strawił w 1732 większą część miasta, spłonął dom zakonny i szkoła jezuitów, a sam kościół również został uszkodzony. Po odbudowie poświęcony został przez żmudzkiego biskupa Antoniego D. Tyszkiewicza w roku 1759. Po zamknięciu w 1773 Towarzystwa Jezusowego ich szkoła została upaństwowiona, a później wraz z kościołem przekazana franciszkanom. Gmach klasztoru i kolegium jezuickiego dobudowano po obu stronach kościoła w latach 1761-1768. Samo kolegium zostało w 1807 przekształcone w kowieńską szkołę powiatową (świecką).
Władze carskie w 1823 zamknęły kościół, a dwa lata później przekształcono go w cerkiew prawosławną.
W 1923 jezuici ponownie sprowadzili się do Kowna, a 11 maja 1924 kościół św. Franciszka Ksawerego wznowił swą działalność. Po II wojnie światowej władze sowieckie kościół zamknęły, urządzając w jego budynku najpierw magazyn, a potem salę sportową dla miejscowego technikum. Znacjonalizowany w tym czasie majątek jezuitów został im zwrócony po reaktywacji niepodległej Litwy w 1990 roku, a sam kościół po niezbędnej odbudowie 30 sierpnia 1992 ponownie został poświęcony.

## Galeria

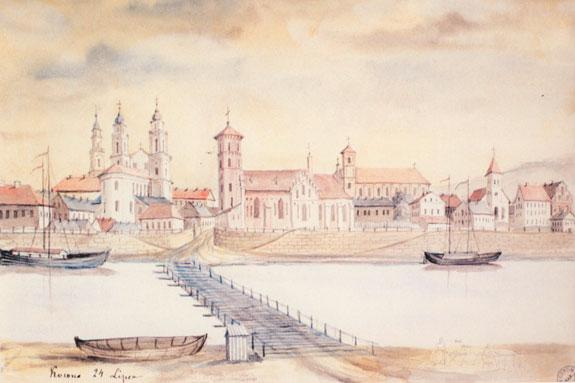
Kościół na panoramie kowieńskiego Starego Miasta w 1875 roku, Napoleon Orda
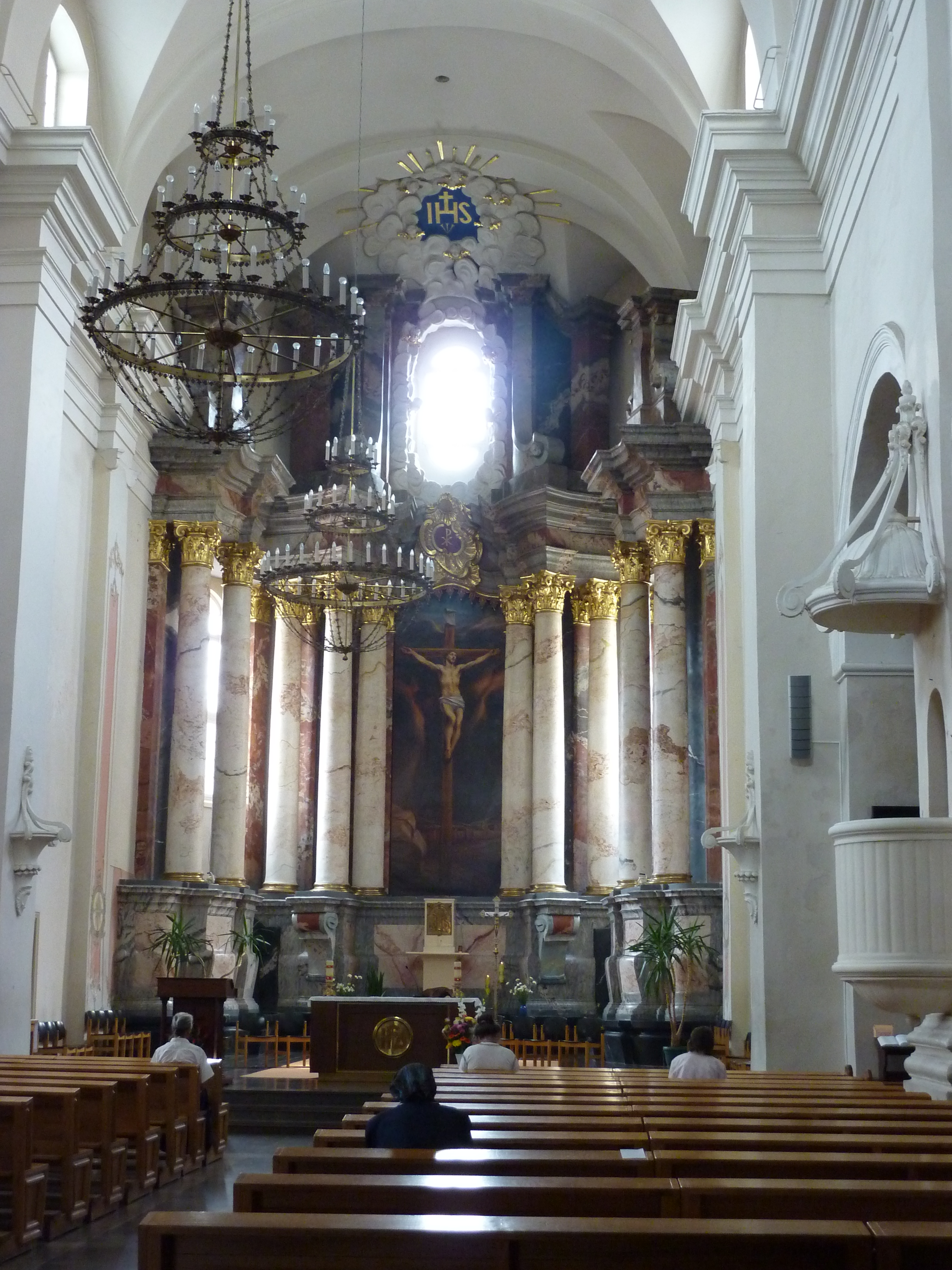
Wnętrze